# سنگر (تگزاس)
سنگر، تگزاس(به انگلیسی: Sanger, Texas) شهری در ایالت تگزاس از ایالات جنوبی ایالات متحده آمریکا است. در سرشماری سال ۲۰۰۰، جمعیت این شهر ۴۵۳۴ نفر اعلام شد.